# Sede de la Policía de Hong Kong
La Sede de la Policía de Hong Kong (en chino tradicional, 香港警察總部) es la sede central del Cuerpo de Policía de Hong Kong, y se encuentra en el número 1 de la calle Arsenal del distrito de Wan Chai, en Hong Kong. 
La sede comprende varios edificios incluyendo el May House, el Arsenal House (incluyendo el edificio principal, ala este y oeste) y el Caine House. A fecha de diciembre de 2010 trabajaban en las instalaciones 5,202 agentes de policía y 2,032 civiles.

## Historia

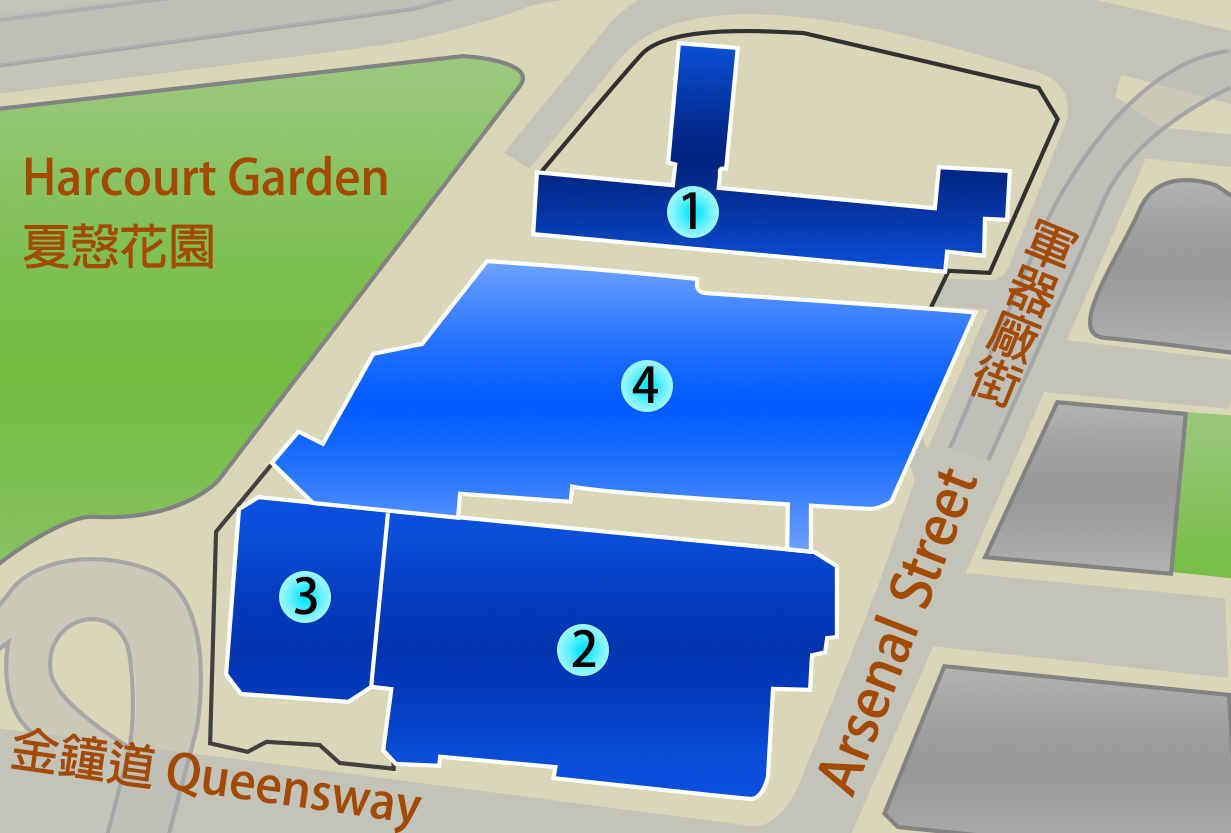
1:Caine House (inaugurada en 1952)
2:Arsenal House (ala este) (1990, anteriormente Arsenal House)
3:Arsenal House (ala oeste) (1997)
4.Arsenal House (2005)

En 1864, la primera jefatura de policía de Hong Kong se construyó en el cruce de Hollywood Road y la Calle Wyndham. Después de principios de la Segunda Guerra Mundial, la sede se trasladó a Oriental Emporium en Connaught Road West.[cita requerida]
En la década de 1950, el gobierno colonial dio el nuevas tierras reclamadas al mar a la fuerza policial para construir una sede nueva, reemplazando la Estación Central de Policía Tras varias extensiones, Caine House estuvo completada en 1952. Lleva el nombre de William Caine, el fundador del cuerpo de Policía de Hong Kong. May House, está nombrado en honor al primer Magistrado de policía Charlie May.[cita requerida]
En septiembre de 1987, se derribaron los Police Married Quarters y el proyecto "Desarrollo urbano de la sede de la Jefatura de policía, Calle Arsenal, Wanchai" se puso en marcha en diciembre de 1993. El desarrollo estuvo dividido a dos fases: Arsenal House inaugurada en 1990; Arsenal House (ala oeste), en 1997.[cita requerida]
El 23 de abril de 1997, diez años después del desarrollo, debido al deterioro de las instalaciones de May House, la Fuerza de Policía de Hong Kong solicitó la realización de modificaciones a la jefatura de policía, en un coste de 230 millones dólares de Hong Kong, a la Subcomisión de Trabajos Públicos del Consejo Legislativo Provisional . Los miembros pensaron no era rentable y solicitaron un plan de desarrollo a largo plazo para la jefatura de policía. Tras varias discusiones, la fuerza policial y el Consejo Legislativo acordaron derribar May House y remodelar lugar que ocupaba el aparcamiento antiguo. El edificio del Arsenal House dos no sufrió modificaciones. Con este plan se calcula que se ahorraron 34 millones de dólares en alquiler anuales. Tras el desarrollo de la zona, la Caine House y la estación de policía de Wan Chai fueron planificadas de cero.
El proyecto del nuevo complejo (el edificio principal) se inició en 2002 y fue completado en 2004. Tuvo un coste de dos mil millones dólares. El 12 de marzo de 2005, la ceremonia de apertura fue presidida por el Jefe Ejecutivo de Hong Kong Donald Tsang,  Ambrose Lee Siu-kwong de la Agencia de Seguridad y el Comisario de policía Lee Ming-kwai. El nuevo complejo pasó a llamarse "Arsenal House". El edificio anterior con el mismo nombre se renombró de Arsenal House a Arsenal House (ala este).
Arsenal House es un rascacielos  localizado en el distrito Wanchai de Hong Kong. La torre tiene 47 plantas y 206 metros de altura. El edificio se completó en 2004. Fue diseñado por el Departamento de Servicios Arquitectónico, y estuvo desarrollado por The Facade Group. Arsenal House, está empatado con el Citibank Plaza como el 53.º edificio más alto de Hong Kong, está compuesto enteramente de unidades de oficinas comerciales. Tiene una superficie total de 135,500 metros cuadrados.

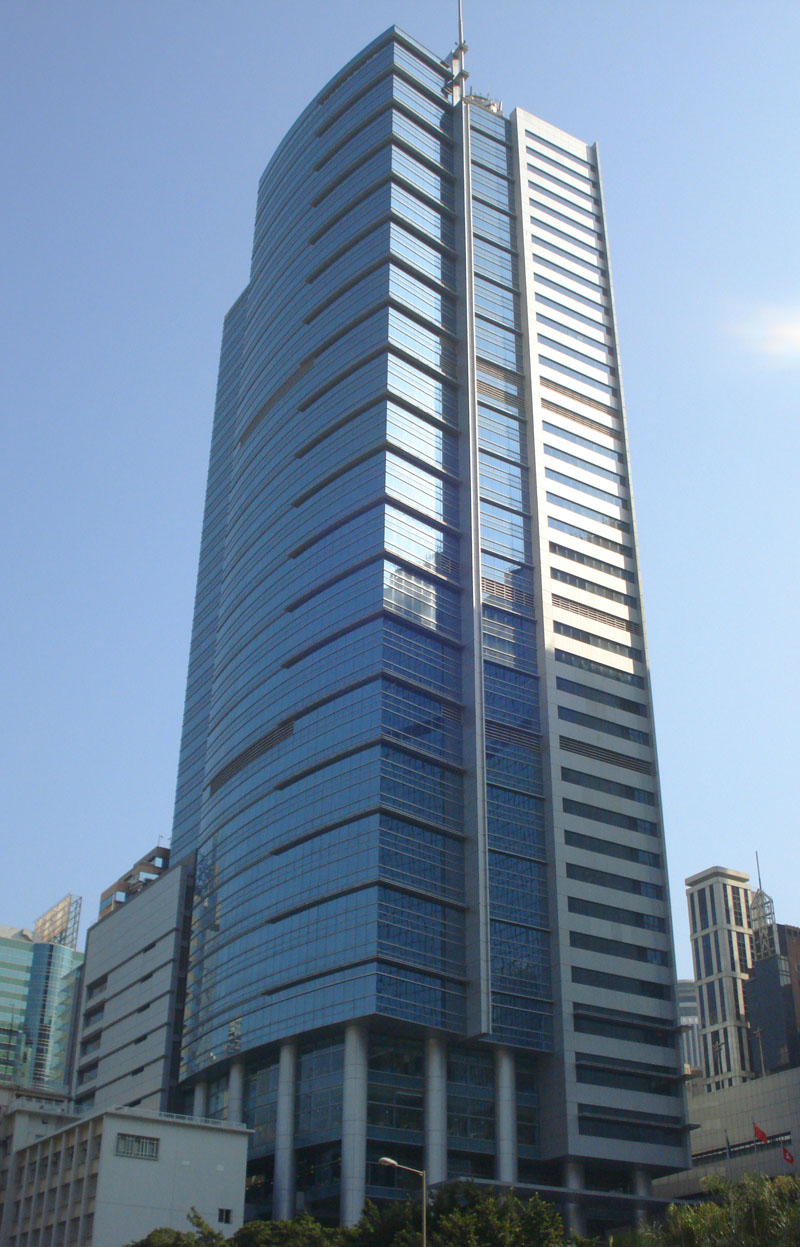
Arsenal House (Edificio principal)
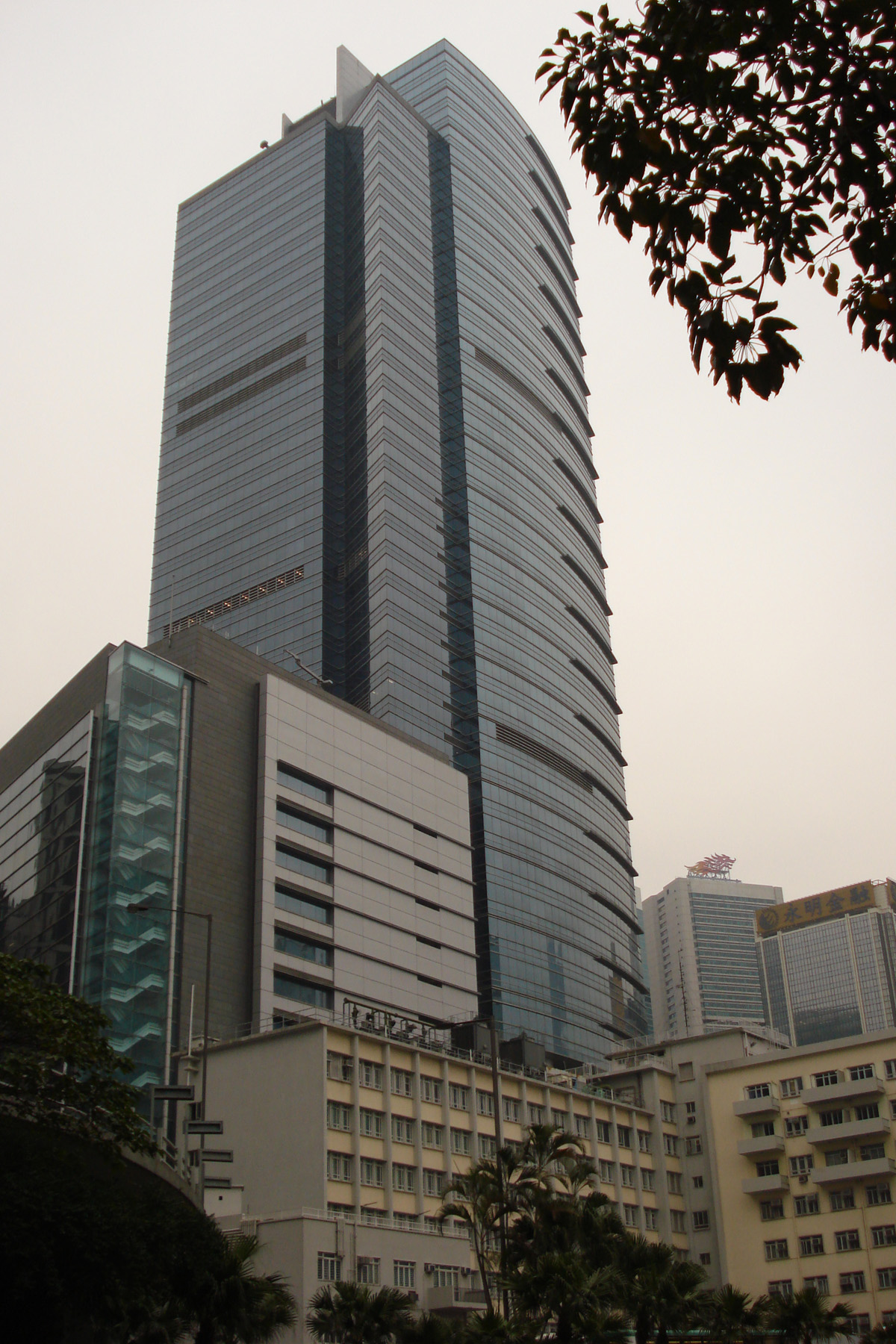
Arsenal House (Edificio principal) y Caine House
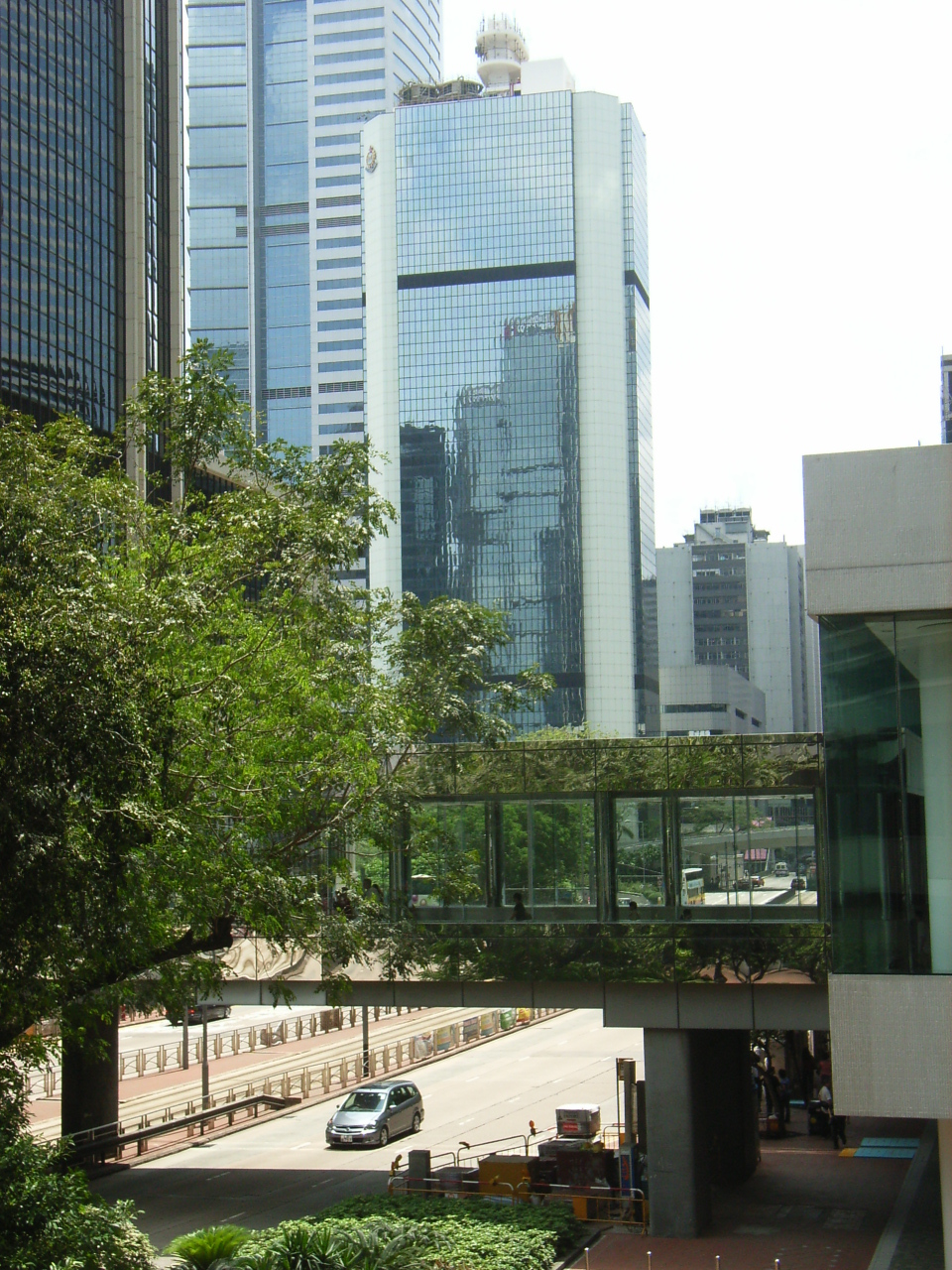
Arsenal House (ala oeste)
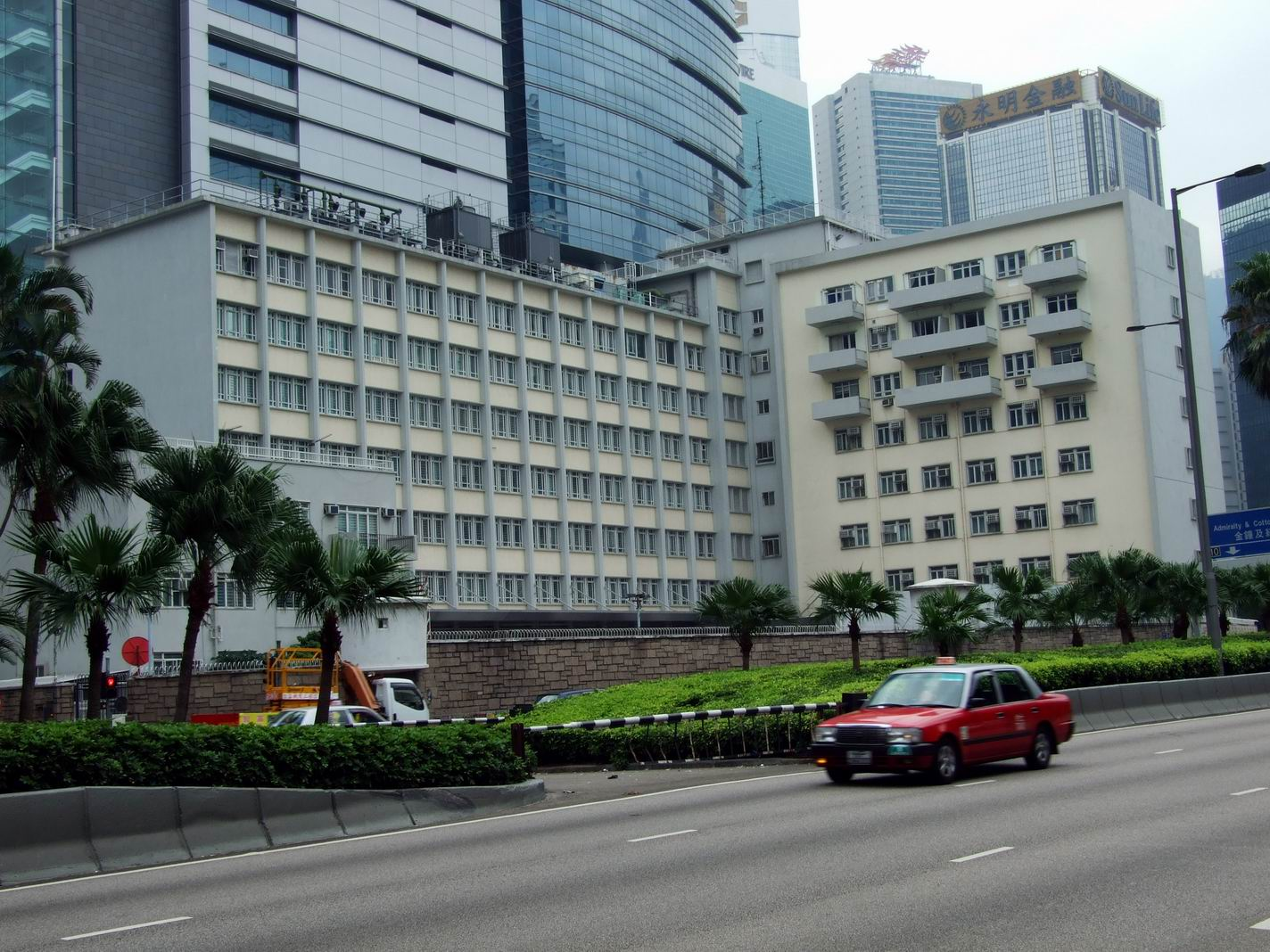
Caine House